# Sternacanthus batesii
Sternacanthus batesii är en skalbaggsart som beskrevs av Francis Polkinghorne Pascoe 1862. Sternacanthus batesii ingår i släktet Sternacanthus och familjen långhorningar. Inga underarter finns listade i Catalogue of Life.